# Гапон, Григорий Евдокимович
Григорий Евдокимович Гапон (1922—2009) — полковник Советской Армии, участник Великой Отечественной войны, Герой Советского Союза (1945).

## Биография
Григорий Гапон родился 5 мая 1922 года в селе Каплуновка (ныне — Полтавский район Полтавской области Украины). Окончил 7 классов неполной средней школы, затем 3 курса Полтавского сельскохозяйственного техникума. В июле 1941 года Гапон был призван на службу в Рабоче-крестьянскую Красную Армию. В 1942 году он окончил курсы усовершенствования командного состава. С августа того же года — на фронтах Великой Отечественной войны. Участвовал в боях на Воронежском и 1-м Украинском фронтах. К январю 1945 года лейтенант Григорий Гапон командовал танковым взводом 87-го отдельного танкового полка 7-й гвардейской кавалерийской дивизии 1-го гвардейского кавалерийского корпуса 1-го Украинского фронта. Отличился во время освобождения Польши.
26 января 1945 года немецкие войска предприняли ряд контратак с целью захватить станцию Пила. Умело расположив в засаде танки своего взвода, Гапон отразил все контратаки противника. Взвод уничтожил 2 бронетранспортёра, 3 зенитных орудия, 6 пулемётов, около 60 немецких солдат и офицеров. 28 января взвод Гапона первым прорвался в населённый пункт Бухенау и выбил оттуда противника, уничтожив танк, 2 батареи миномётов, около роты солдат и офицеров. Заняв оборону, взвод своим огнём поддержал действия кавалерийского полка на левом берегу Одера. 4 февраля 1945 года взвод Гапона переправился через Одер к северу от Ратибора (ныне — Рацибуж). В ходе боя танк Гапона был подбит, механик-водитель получил ранение. Гапон лично повёл танк, огнём и гусеницами уничтожив два миномёта и четыре пулемёта с расчётами. Поставив свой танк в засаду, Гапон в течение суток отбивал вражеские контратаки, подавив огонь 2 миномётных батарей, уничтожив 1 самоходное орудие и более роты вражеских солдат и офицеров.
Указом Президиума Верховного Совета СССР от 27 июня 1945 года за «мужество и героизм, проявленные при форсировании Одера и удержании плацдарма на его западном берегу» лейтенант Григорий Гапон был удостоен высокого звания Героя Советского Союза с вручением ордена Ленина и медали «Золотая Звезда» за номером 8775.
После окончания войны Гапон продолжил службу в Советской Армии. В 1955 году он окончил Военно-юридическую академию. В 1967 году в звании полковника юстиции Гапон был уволен в запас. Проживал в Харькове, скончался 1 ноября 2009 года, похоронен на городском кладбище № 2 в Харькове.
Был также награждён орденом Красного Знамени, двумя орденами Отечественной войны 1-й степени и одним — 2-й степени, двумя орденами Красной Звезды, а также рядом медалей.